# Nieuwkoopse Plassen & de Haeck
Nieuwkoopse Plassen & de Haeck este o arie protejată (arie specială de conservare — SAC, sit de importanță comunitară — SCI) din Țările de Jos întinsă pe o suprafață de 2.008 ha, integral pe uscat.

## Localizare
Centrul sitului Nieuwkoopse Plassen & de Haeck este situat la coordonatele 52°08′33″N 4°48′17″E / 52.1424°N 4.8046°E.

## Înființare
Situl Nieuwkoopse Plassen & de Haeck a fost declarat sit de importanță comunitară în iulie 1998 pentru a proteja 1 specie de plante și 8 specii de animale. Situl a fost protejat și ca arie specială de conservare în noiembrie 2013.

## Biodiversitate
Situată în ecoregiunea atlantică, aria protejată conține 8 habitate naturale: Ape puternic oligomezotrofe cu vegetație bentonică cu Chara spp., Lacuri eutrofice naturale cu vegetație de tip Magnopotamion sau Hydrocharition, Pajiști umede nord-atlantice cu Erica tetralix, Pajiști cu Molinia pe soluri calcaroase, turboase sau argilos-nămoloase (Molinion caeruleae), Liziere de ierburi înalte hidrofile de câmpie și de nivel montan până la alpin, Mlaștini turboase de tranziție și turbării mișcătoare, Mlaștini calcaroase cu Cladium mariscus și specii de Caricion davallianae, Mlaștini împădurite.
La baza desemnării sitului se află mai multe specii protejate:
- plante (1): moșișoare (Liparis loeselii)
- mamifere (2): Microtus oeconomus arenicola, liliac de iaz (Myotis dasycneme)
- nevertebrate (3): Anisus vorticulus, Graphoderus bilineatus, Vertigo moulinsiana
- pești (3): zvârluga (Cobitis taenia), zglăvoacă (Cottus gobio), boarță (Rhodeus amarus)